# イバン・ラドヴァノビッチ
イヴァン・ラドヴァノヴィッチ（Ivan Radovanović、1988年8月29日 - ）は、セルビア・ベオグラード出身の元サッカー選手、サッカー指導者。現役時代のポジションはミッドフィールダー。FKイェディンストヴォ・ウブ監督。

## 経歴

### クラブ
セルビアのパルチザン・ベオグラードのユース出身。2008年1月にイタリア・セリエAのアタランタBCへ移籍する。
移籍1年目はトップチームでの試合出場はなく、ユースチームに所属。翌2008-09シーズンはセリエBのピサ・カルチョへレンタルされた。2009-10シーズン、アタランタへ戻り、セリエAデビュー。
2010-11シーズン、セリエBに降格したアタランタから開幕直後にボローニャFCへレンタル移籍。翌年もノヴァーラ・カルチョへレンタルされた。
2013年7月、ACキエーヴォ・ヴェローナへ完全移籍。
2019年1月、ジェノアCFCへ完全移籍。
2022年1月31日、USサレルニターナ1919へ完全移籍。

### 代表
2010年11月17日に行われたブルガリアとのフレンドリーマッチで、フル代表デビューを飾った。